# Queso Peral
Der La Peral wird in einer kleineren Familienkäserei in der Ortschaft La Peral produziert. Die Käserei wurde offiziell 1923 gegründet und arbeitet seither beständig an der Vermarktung des noch immer in der alten Tradition produzierten Käses.

## Herstellung und Reifung
Die Kuhmilch (mit geringem Säuregrad) wird pasteurisiert. Um den Fettgehalt zu erhöhen, wird ausschließlich der Rahm der Schafsmilch dazugegeben. Nach der Zugabe von tierischem Lab, Milchsäurebakterien, Schimmelsporen und Salz, entsteht nach etwa einer halben Stunde bei 30 Grad eine gallertartige Masse, die mit der Käseharfe zu einem ca. 0,5 cm großen Bruch geschnitten wird.
Der abgetropfte aber noch feuchte Bruch wird in Formen gegeben und über Nacht zum Trocknen stehen gelassen. Jetzt wird der noch junge Käselaib von allen Seiten gesalzen und in Höhlen mit feuchtem Klima und konstanter Temperatur mindestens 6 Wochen gereift (Nachdem die Nachfrage so stark wurde, dass die Höhlen zum Reifen nicht mehr ausreichten wurden eigene, klimatisierte Reifekeller gebaut).
Der verkaufsfertige Käse wird in typische Aluminiumfolie verpackt und ist inzwischen auch außerhalb Spaniens im Handel. Selbst im Käseland Schweiz erlangte der La Peral mehrere hohe Auszeichnungen.